# Архитектурен ансамбъл „Ламбовска махала“
Архитектурният ансамбъл „Ламбовска махала“ се намира в град Копривщица между Бяла река и Тополница, в северозападния край на града.
Пръв туристически обект в махалата, наричана с поетичното име от местните жители Кокон (от кокона) махала е Спицарията, която е била щаб на въстаниците през 1876 година. Следва улица Генерилото с Ослековата къща, а до нея е двора на изгорялата през 2001 година Михаил-Маджарова къща. Почти в самият край на улицата се намират старите гробища при черквата „Света Богородица“, а в тях е гроба на поета Динчо Дебелянов и други бележити копривщенци. На север от тези Свети места е разположен парк, дарен от Михаил Маджаров, като църковен имот. В негова памет е изграден от благодарните жители на града паметник на този деятел.
На Генерилото е и задния двор на Марковата („Дантелената“) къща (1832), но тя не е музей. На дясно, в северна посока се намират и къщата музей на Димчо Дебелянов, родния дом на поета и художествената галерия „Палавееви къщи“. Пак в тази посока, на съвсем кратко разстояние е родният дом на Евлампия и Димитър Векилови с Пейовския мост и едноименната чешма, строени с личен труд на хаджи Геро Добрович-Мушек.
Самата черкова „Света Богородица“ е ценен паметник на българското, християнско изкуство, с иконостас от тревненската резбарска школа. В южна посока е гробът на хаджи Ненчо Палавеев, а на запад – къщичката, където е живял Христо Г. Данов, заедно с Илия Кацаров като ученици-стипендианти на Копривщенското черковно настоятелство. Понастоящем къщичката и пристроения към нея навес са магерница на храма. Почетно място тук намират и надгробните паметници с тленните останки на Тодор Каблешков и Найден Попстоянов. В съседство на храмовият комплекс е къщата на Тодор Каблешков – главен вдъхновител на Априлското въстание, дал живота си за народната свобода.
Обиколката на Ламбовска махала завършва с архитектурния ансамбъл „Доганови къщи“, чешмата Райновец и къщата и килийното училище на хаджи Геро Добрович-Мушек, роден дом на Найден и Ивана Хаджигерови. В краят на ансамбълът е Горското климатично училище „Антон Иванов“, намиращо се на местото, където западното платно на ул. „Ненчо Палавеев“ и улица „Любен Каравелов“ се сливат и стават шосе за София.

## Фотографии на Архитектурен ансамбъл „Ламбовска махала“
- Маркова (дантелена) къща
- Ослекова къща
- Надгробен паметник на Димчо Дебелянов
- Художествена галерия „Палавееви къщи“
- Къща музей „Тодор Каблешков“
- Барелеф на Димчо от Джоко Радивоевич